# Gynacantha calypso
Gynacantha calypso är en trollsländeart som beskrevs av Friedrich Ris 1915. Gynacantha calypso ingår i släktet Gynacantha och familjen mosaiktrollsländor. Inga underarter finns listade i Catalogue of Life.